# 李挚
李挚（1969年1月—），湖南长沙浏阳人，中华人民共和国政治人物。

## 生平
1969年1月，李挚出生在湖南省长沙市浏阳县（今浏阳市）。1987年，李挚考入湘潭师范学院（今湖南科技大学）中文系汉语言文学科，在校期间的1991年3月加入中国共产党。
1991年大学毕业后分配至湖南省总工会，17年后的2008年4月晋升副主席。
2013年5月，李挚调任中共常德市委常委，7月出任市纪委书记。
2016年4月，李挚调任中共任岳阳市委常委、市纪委书记，2018年1月兼任市监察委主任。2019年5月转任岳阳市人民政府常务副市长、党组副书记。2021年9月，李挚出任中共岳阳市委副书记、岳阳市政法委书记、城陵矶新港区党工委第一书记。2022年4月，李挚升任中共岳阳市委副书记、岳阳市人民政府副市长、代理市长。5月17日，李挚正式出任市长。